# 真田信吉
真田信吉（日语：／ Sanada Nobuyoshi，1595年—1635年1月16日）日本江戶時代初期大名。上野國沼田城初代城主。真田信幸（信之）長男。母為側室。正室為酒井忠世女松仙院。官位官職為從五位下河內守。
慶長19年（1614年）的大坂之陣時作為德川方參戰，一般認為與敵將毛利勝永作戰後敗逃。戰後，元和2年（1616年），父親信幸從上田轉移藩地後，繼承了上野國沼田城的3萬石領地。然而當時沼田3萬石不是獨立的藩，而是本家松代藩的分領（分地）。
寬永11年（1634年）11月28日，在父親之前於江戶屋敷以40歳之齡死去。遺體於迦葉山彌勒寺火葬，後葬於天桂寺。後來繼承的長男熊之助也早逝，信吉的領地被他的次男真田信利與他的弟弟真田信政分割繼承了。